# Liste türkischer Komponisten abendländisch-klassischer Musik
Diese Liste enthält bekannte türkische Komponisten der klassischen europäischen Musik.
- Necil Kâzım Akses (1908–1999)
- Ferid Alnar (1906–1978)
- Bülent Arel (1919–1990)
- İlhan Baran (1934–2016)
- Samim Bilgen (1910–2005)
- Evrim Demirel (* 1977)
- Turgay Erdener (* 1957)
- Ulvi Cemal Erkin (1906–1972)
- Nevit Kodallı (1924–2009)
- İlhan Mimaroğlu (1926–2012)
- David Ezra Okonşar (* 1961)
- Cemal Reşit Rey (1904–1985)
- Fazıl Say (* 1970)
- Ahmed Adnan Saygun (1907–1991)
- Muammer Sun (1932–2021)
- Taylan Susam (* 1986)
- İstemihan Taviloğlu (1945–2006)
- Ferit Tüzün (1929–1977)
- Tolga Tüzün (* 1971)
- Osman Zeki Üngör (1880–1958)
- İlhan Usmanbaş (1921–2025)